# Hagen (Észak-Rajna-Vesztfália)
Hagen (német kiejtése:[haːɡn̩]) a 41. legnagyobb németországi város. A település Észak-Rajna-Vesztfália szövetségi tartományban található. A Ruhr-vidék területének délkeleti peremén, Kölntől északkeletre, Dortmundtól 15 km-re délre található  Wuppertal közelében, ahol a Lenne és a Volme (az Ennepe folyóval találkozik) folyók találkoznak a Ruhr folyóval. 2010. december 31-én a lakosság száma 188 529 volt.
A városban található a FernUniversität Hagen, amely az egyetlen államilag finanszírozott távoktatási egyetem Németországban. Több mint 67 000 hallgatóval (2010. március) számítva ez a legnagyobb egyetem Németországban. 

## Történelme
A Hagen nevet 1200 körül említik először, és feltehetően a Volme és az Ennepe folyók összefolyásánál lévő tanya neve volt. A Volmarstein várának 1324-es elfoglalása után Hagen Mark Grófsághoz került. A xanteni szerződés értelmében 1614-ben a Brandenburgi Választófejedelemségnek ítélték oda. 1701-ben a Porosz Királyság része lett.
Poroszországnak a negyedik koalíciós háborúban elszenvedett vereségét követően Hagen 1807–13 között a Bergi Nagyhercegséghez tartozott. 1815-ben az új porosz Vesztfália tartomány része lett.
A város a 19. században gyorsabban fejlődött, amit az iparosodás ösztönzött: a szénbányászat és az acélgyártás a Ruhr-vidéken. Az 1920. márciusi Kapp-puccsra reagálva, amikor a jobboldaliak megpróbálták megdönteni a választott kormányt és visszaállítani a monarchiát, a Ruhr-völgyben, Németország legfontosabb iparvidékén baloldali munkások tízezrei lázadtak fel tiltakozásul. Őket a Vörös Ruhr-vidéki Hadsereg néven ismerték.
1928-ra Hagen több mint 100 000 lakosú várossá fejlődött.
A II. világháború alatt Hagen városát többször is bombázta mind a Brit Királyi Légierő, mind az Egyesült Államok Nyolcadik Légiereje. 1943. október 1-jén éjjel a Királyi Légierő Bombázó Parancsnokságának 243 Lancastere és 8 Mosquitója támadta a várost. Hagen súlyos károkat szenvedett ettől a támadástól, és több száz civil halt meg.
A II. világháború után a város a Német Szövetségi Köztársaság új tartományához, Észak-Rajna-Vesztfáliához került.

## Gazdasága
A Ruhr, a Lenne, a Volme és az Ennepe folyók mentén folytatott vízi erőforrások széleskörű használata miatt a fémfeldolgozás fontos szerepet játszott Hagen régiójában a 15. században és még azelőtt is. A 17. és 18. században itt fejlesztették a textil- és acélipart, valamint a papírgyártást.
A 21. század elején Hagen a Suedwestfaelische Industrie- und Handelskammer, valamint a helyi önkormányzati takarékpénztár, a Sparkasse Hagen otthona. A bank korábbi székhelye, a Sparkasse Hagen torony 2004-ben történt lebontásáig regionális mérföldkő volt.
A város nagymértékben eladósodott és a városi szolgáltatások csökkentése folyamatban van költségvetése egyensúlyának megteremtése érdekében.
A város a legkülönfélébb kenyerek, elsősorban a Hagenschmagenbrot, a hagyományos sötét kenyér exportjára tett szert.

## Oktatás
A Dél-Vesztfáliai Alkalmazott Tudományok Egyetem öt ágának egyike a városban található (szintén: Fachhochschule Südwestfalen (FH SWF)), amely különféle mérnöki programokat kínál. Ezt az intézményt 1824-ben alapították a városban.

## Látnivalók
Hagenben található az LWL-Freilichtmuseum Hagen, vagy a Hagen Westphalian Szabadtéri Múzeum, amely a történelmi ipari létesítmények gyűjteménye. Az olyan szakmák, mint a nyomtatás, a sörfőzés, a kovácsmunka, a marás és sok más képviselteti magát, nemcsak statikus kijelzőkkel, hanem élő, működő műveletekként is, amelyekben a látogatók bizonyos esetekben részt vehetnek. Az Eilpe Hagen közösség közelében található.
A Historisches Centrum Hagen magában foglalja a városi múzeumot és a werdringeni várat. A hageni Blätterhöhle-barlangban találták meg a modern emberek legrégebbi kövületeit Vesztfáliában és a Ruhr- ban. Néhányan a korai mezolitikumból származnak, ie 10 700 évvel. Úgy tűnik, hogy a mezolitikum leszármazottai ezen a területen több mint 2000 évig táplálkozási életmódot folytattak a gazdálkodó társadalmak megérkezése után. 
Panorámás kilátás Hagenre (Hagen városi erdőjéből készült)

## Közigazgatás
Favázas házak "Lange Riege" (17. század)
| Kerület                  | Népesség 2007. okt | Terület km²-ben |
| ------------------------ | ------------------ | --------------- |
| Hagen-Mitte              | 78.952             | 20.5            |
| Hagen-Nord               | 38.451             | 29.6            |
| Hagen-Haspe              | 30.360             | 22.2            |
| Hagen-Eilpe / Hagen-Dahl | 17.148             | 51.1            |
| Hagen-Hohenlimburg       | 31.306             | 37.0            |

Hagen néhány helysége:
- Hagen-Dahl
- Hagen-Emst
- Hagen-Priorei
- Hagen-Rummenohl
- Hagen-Halden

## Demográfiai adatok
Az alábbi táblázat Hagen városának legnagyobb külföldi rezidens csoportjait mutatja be. 
| Rang | Állampolgárság         | Népesség (2017.12.31.) |
| ---- | ---------------------- | ---------------------- |
| 1    | Törökország            | 7,196                  |
| 2    | Olaszország            | 3,558                  |
| 3    | Románia                | 3,175                  |
| 4    | Lengyelország          | 2,534                  |
| 5.   | Bulgária               | 1,481                  |
| 6.   | Portugália             | 1,082                  |
| 7    | Koszovó                | 928                    |
| 8.   | Horvátország           | 876                    |
| 10.  | Algéria                | 710                    |
| 11.  | Bosznia és Hercegovina | 678                    |
| 12.  | Marokkó                | 543                    |

## A város polgármesterei
- 1946–1956: Fritz Steinhoff (SPD)
- 1956–1963: Helmut Turck (SPD)
- 1963–1964: Fritz Steinhoff (SPD)
- 1964–1971: Lothar Wrede (SPD)
- 1971–1989: Rudolf Loskand (SPD)
- 1989: Renate Löchter (SPD)
- 1989–1999: Dietmar Thieser (SPD)
- 1999–2004: Wilfried Horn (CDU)
- 2004–2009: Peter Demnitz (SPD)
- 2009–2014: Jörg Dehm (CDU)
- 2014 óta: Erik O. Schulz (független)

## Közlekedés

### Közúti közlekedés
A várost érinti az A45-ös, A46-os és az A1-es autópálya.

### Vasúti közlekedés
Hagen óta fontos vasúti csomópont a délkeleti Ruhr, mivel az első vasúti vonal megnyílt 1848 rendező pályaudvaron a Hagen-Vorhalle között Németország legnagyobb, és a központi állomás kapcsolatot biztosít a ICE hálózat Deutsche Bahn, valamint helyi és S-Bahn szolgáltatások. 2005 decembere óta Hagen egyúttal az Abellio Deutschland által üzemeltetett új Essen-járat kiindulópontja.
A helyi forgalmat a Hagener Straßenbahn (Hageni villamosok) kezeli, amely neve ellenére csak autóbuszjáratokat kínál, mivel Hagen utolsó villamospályáját 1976 májusában hagyták el. Összességében van egy nagyszabású, 36 buszjáratból álló hálózat Hagenben. Az összes helyi vasúti és buszjárat a VRR közlekedési szövetség keretében működik.

## Sport
A német kosárlabda szövetség (DBB) székhelye Hagen.
Hageni sportklubok:
- TSV Hagen 1860 – legnagyobb klub (több ököllabda bajnok)
- SSV Hagen (1974-es kosárlabda bajnok), később Brandt Hagen néven ismert
- Phoenix Hagen, Kosárlabda Bundesliga – ENERVIE Arena im Sportpark Ischeland
- Hasper SV
- Hohenlimburger SV (több női vízilabda bajnok)